# Osmia hemera
Osmia hemera är en biart som beskrevs av Sandhouse 1939. Osmia hemera ingår i släktet murarbin, och familjen buksamlarbin. Inga underarter finns listade i Catalogue of Life.